# Liste der portugiesischen Botschafter in Georgien
Die Liste der portugiesischen Botschafter in Georgien listet die Botschafter der Republik Portugal in Georgien auf. Die Länder unterhalten seit 1992 direkte diplomatische Beziehungen.
Der erste Botschafter Portugals akkreditierte sich 1996 in der georgischen Hauptstadt Tiflis. Eine eigene Botschaft eröffnete Portugal dort bislang nicht, der portugiesische Vertreter in der Türkei (anfangs der portugiesische Vertreter in Russland) wird in Georgien zweitakkreditiert (Stand 2019).

## Missionschefs
| Name                                           | Bild     | Amtszeit  | Anmerkungen                                                  |
| Georgien                                       | Georgien | Georgien  | Georgien                                                     |
| ---------------------------------------------- | -------- | --------- | ------------------------------------------------------------ |
| João Pacheco Luís Gomes                        |          | seit 1996 | Botschafter mit Amtssitz Moskau, 1996 in Tiflis akkreditiert |
| José Guilherme de Mendonça Stichini Vilela     |          | seit 1997 | Botschafter mit Amtssitz Ankara                              |
| António Raul Freitas Monteiro Portugal         |          | seit 2001 | Botschafter mit Amtssitz Ankara                              |
| Jorge Alberto Nogueira de Lemos Godinho        |          | seit 2004 | Botschafter mit Amtssitz Ankara                              |
| José Manuel de Carvalho Lameiras               |          | seit 2006 | Botschafter mit Amtssitz Ankara                              |
| Luísa Margarida de Carvalho Bastos de Almeida  |          | seit 2010 | Botschafterin mit Amtssitz Ankara                            |
| Jorge Tito de Vasconcelos Nogueira Dias Cabral |          | seit 2012 | Botschafter mit Amtssitz Ankara                              |
| Maria Paula Vieira Ferreira Leal da Silva      |          | seit 2016 | Botschafterin mit Amtssitz Ankara                            |